# Ранчестер (Вайоминг)
Ранчестер (англ. Ranchester) — город, расположенный в округе Шеридан (штат Вайоминг, США) с населением в 701 человек по статистическим данным переписи 2000 года.

## География
По данным Бюро переписи населения США, город Ранчестер имеет общую площадь в 1,55 квадратных километров, водных ресурсов в черте населённого пункта не имеется.
Город Ранчестер расположен на высоте 1147 метров над уровнем моря.

## Демография
По данным переписи населения 2000 года, в Ранчестере проживал 701 человек, 191 семья, насчитывалось 277 домашних хозяйств и 290 жилых домов. Средняя плотность населения составляла около 450 человек на один квадратный километр. Расовый состав Ранчестера по данным переписи распределился следующим образом: 89,73 % белых, 6,42 % — коренных американцев, 0,14 % — выходцев с тихоокеанских островов, 2,43 % — представителей смешанных рас, 1,28 % — других народностей. Испаноговорящие составили 4,28 % от всех жителей города.
Из 277 домашних хозяйств в 36,8 % — воспитывали детей в возрасте до 18 лет, 53,8 % представляли собой совместно проживающие супружеские пары, в 12,6 % семей женщины проживали без мужей, 31,0 % не имели семей. 26,0 % от общего числа семей на момент переписи жили самостоятельно, при этом 12,6 % составили одинокие пожилые люди в возрасте 65 лет и старше. Средний размер домашнего хозяйства составил 2,53 человек, а средний размер семьи — 3,08 человек.
Население города по возрастному диапазону по данным переписи 2000 года распределилось следующим образом: 30,1 % — жители младше 18 лет, 7,6 % — между 18 и 24 годами, 25,0 % — от 25 до 44 лет, 26,2 % — от 45 до 64 лет и 11,1 % — в возрасте 65 лет и старше. Средний возраст жителей составил 37 лет. На каждые 100 женщин в Ранчестере приходилось 93,6 мужчин, при этом на каждые сто женщин 18 лет и старше приходилось 90,7 мужчин также старше 18 лет.
Средний доход на одно домашнее хозяйство в городе составил 36 094 доллара США, а средний доход на одну семью — 46 389 долларов. При этом мужчины имели средний доход в 36 875 долларов США в год против 20 804 доллара среднегодового дохода у женщин. Доход на душу населения в городе составил 15 421 доллар в год. 18,2 % от всего числа семей в округе и 16,7 % от всей численности населения находилось на момент переписи населения за чертой бедности, при этом 29,2 % из них были моложе 18 лет и — в возрасте 65 лет и старше.